# Spalangia bethyloides
Spalangia bethyloides är en stekelart som beskrevs av Boucek 1965. Spalangia bethyloides ingår i släktet Spalangia och familjen puppglanssteklar. Inga underarter finns listade i Catalogue of Life.